# Маша більше не ледащо
«Маша більше не ледащо» — радянський короткометражний мультиплікаційний фільм, знятий на студії «Союзмультфільм» у 1978 році режисером Левом Мільчиним.

## Сюжет
Дівчинка Маша не хотіла допомагати бабусі, посилаючись на те, що вона «не господиня своїх рук та ніг». Бабуся сама вирушила до булочної, а Машині руки та ноги за це стали витворювати дива: нагодували її гірчицею і хроном, винесли на вулицю, змусили пофарбувати сусідську таксу синьою фарбою, відібрати у дідуся два яблука, виконати серію акробатичних трюків і застрибнути до автобуса, що відїзджав…"Постраждалі" — хлопчик із таксою та дідусь із яблуками — перехоплюють бабусю в булочній і розповідають, що сталося.
Тим часом згустився сутінки, автобус привіз Машу до лісу. Здивований водій намагається зупинити дівчинку, що біжить у хащі, проте ноги забирають її все далі і далі. Нарешті, знесилена дівчинка падає на галявині і впевнено вимовляє своє бажання: «Хочу знову стати господаркою своїх рук і ніг». Зірка, що падає на небі, виконує її бажання. На щасливу Машу насуваються два вогники, вона підозрює, що це вовк. З жахом дівчинка просить у своїх рук і ніг допомоги, щоб «забратися на найвище дерево», і спритно забирається на сосну. Але очі вовка виявляються ліхтарями, з яким її шукають потерпілі на чолі з бабусею.
Обійнявши бабусю, зворушена Маша заявляє, що вона «більше не ледарка».

## Над фільмом працювали
- Автор сценарію: Софія Прокоф'єва
- Режисер: Лев Мільчин
- Художники-постановники: Лев Мільчин, Алла Горьова
- Композитор: Ян Френкель
- Оператор: Михайло Друян
- Звукооператор: Борис Фільчиков
- Редактор: Раїса Фричинська
- Художники-мультиплікатори: Віктор Арсентьєв, Марина Восканьянц, Володимир Крумін, Ольга Орлова, Олександр Панов, Тетяна Померанцева
- Монтажер: Ольга Василенко
- Художник за фоном: Дмитро Анпілов
- Асистенти: Лідія Нікітіна, Ніна Саратова
- Директор картини: Любов Бутиріна

## Ролі озвучували
- Зінаїда Наришкіна — Маша / бабуся
- Василь Ліванов — Зозуля / шофер автобуса

## Перевидання на DVD
Мультфільм неодноразово (у 2006, 2007 та 2008 роках) перевидавався на DVD у збірниках мультфільмів «Казки про Машеньку» («Союзмультфільм»).

## Телепокази
З 1970-х по 1991 роки мультфільм показували на центральному телебаченні СРСР. Також мультфільм виходив під час дитячої телепередачі «На добраніч, малюки!». У Росії її мультфільм показували на 1-му телеканалі Останкіно з 1992 по 1994 рік; на Першому каналі 1995, 1996 року, 1997 року, 1998 року та 4 березня 1999 року; на РТР до 2000 року; на МТК та ТВ-6 у середині 1990-х. Також показували на телеканалах ТВ Центр, REN TV, Культура, Дитячий проект, ТНТ, ДТВ та інших каналах. У 2007—2010 роках мультфільм показували на каналах «Теленяня» та « Бібігон».
В даний час виходить на телеканалах Дитячий світ, СТС, Культура, Перець ТВ і Карусель.